# John Robert Kline
John Robert Kline   (Quakertown, 7 de desembre de 1891 - Quakertown, 2 de maig de 1955) va ser un matemàtic estatunidenc.
Kline va ser professor de matemàtiques a la universitat de Pennsilvània entre 1920 i 1955. Deixeble de Robert Lee Moore, va ser un dels difusors del mètode Moore.